# 歡迎來到王之國
《歡迎來到王之國》，為韓國JTBC於2023年6月17日起播出的土日電視劇，由《有可能知道的人》、《妳的倒影》的導演林賢旭執導，《海賊：鬼怪的旗幟》、《殭屍校園》的編劇千成日開創，新人編劇崔綸執筆。講述無法忍受虛偽笑容的財閥繼承人具元（李俊昊 飾），與因為職業關係即使不想笑也要一直保持開朗笑容的職員天嗣朗（林潤娥 飾）相遇後，變得可以一起真正開懷大笑的浪漫愛情喜劇。
本劇首播收視率5.075%，為當時JTBC韓劇歷代首播收視率第6名，第16集大結局時則以收視率13.789%，位列2023年韓劇最高收視率第6名、JTBC韓劇歷代最高收視率第7名，同時也是付費電視台（有線與綜編頻道）歷代韓國電視劇最高收視率第21名。
此劇線上由Netflix於6月17日起每週六、日同步播出，自首播開始累計11週登上全球週榜，其中第三週、第五週、第六週均登上全球週榜非英語電視節目第1名，在榜之播放時長4.47億小時為當時Netflix歷代韓國愛情劇第1名，也是Netflix歷代韓劇第5名。此外，根據Netflix官方2023年下半年報告顯示，《歡迎來到王之國》以3320萬的觀看人次，位居該榜單（含英語、非英語）第14名、韓劇第1名，總播放時長6.65億小時位列2023年Netflix觀看次數最多電視劇（含英語、非英語）第5名、韓劇第2名。

## 劇情簡介
「遭捲進王者飯店繼承權戰爭的具元」
「作為一個月實習員工而初次進入王者飯店的天嗣朗」
甲方中之甲方，乙方中之乙方
彼此於無法想像之未知世界相遇
這個世界有著與自身意願無關而必須微笑的人
也有著毋須勉強微笑也不會受阻的人
對某些人而言，笑容是生存工具
對某些人而言，笑容是雅量
日常生活中，充滿笑容的臉龐總是便利的
對於甲方而言，可以展現優良外在
對於乙方而言，可以隱藏真實自我
與此同時，笑容成為了一個記號
而真相便隨之消散
《歡迎來到王之國》描繪了一群人創造能真正露出燦爛笑容之日子的故事

## 演員陣容

### 主要人物
| 演員   | 角色   | 介紹 |
| 李俊昊 | 具元   | 31歲，「王者集團」會長之子→「王者集團」實習員工→英國留學MBA首席畢業→「王者飯店」本部長→「王者飯店」社長兼代表。 身為「王者集團」創始人的獨生子與「王者飯店」的繼承者，擁有與生俱來的氣質、超凡的領袖風範、清晰的頭腦及瀟灑幹練的魅力，但戀愛細胞為零。 在年幼的具元哭著尋找未留下一張照片即失蹤的母親時，所有人卻只以笑臉回應他，因此自那時起他便開始厭惡虛假的笑容，隨著年齡漸長，他也對母親的樣貌失去了記憶。雖然父親希望他能在「王者集團」中與姊姊共同競爭角逐集團的繼承權，但不想參與競爭的他自英國大學MBA畢業後便無意回國。 某一天於英國收到了未知來源的信件——許久前母親曾在「王者飯店」工作時的人事紀錄表，為了找尋與母親有關的解答，決心回到一切不幸開始的地方，進入「王者飯店」並選擇了級別高又不用工作的職位，因而成為了飯店的本部長。到達飯店的第一天便遇見與其個性截然相反的職員天嗣朗，無法忍受虛假笑容的他，與她處處發生衝突，但不知從何時起，天嗣朗的笑容開始在具元的腦海中翻湧...                                                                |
| 林潤娥 | 天嗣朗 | 29歲，「王者飯店」實習員工→「王者飯店」職員→「王者飯店」VVIP休息室「王者國度」職員→「王者國度」夢之隊成員→「王者觀光飯店」職員→「王者國度」職員→創業開設「愛神飯店」。 雖然只是兩年制大學畢業，但精通四國語言，面對周圍的偏見與誤會而成長，從飯店大廳服務檯直升職員們夢想中的VVIP休息室「王者國度」的傳說般人物。 父母去世後與奶奶相依為命，因童年時期第一次亦是最後一次與母親一起去「王者飯店」的美好回憶，而希望能將小時候所感受到的幸福的一天作為禮物送給他人，因此選擇進入「王者飯店」工作，此後她在工作的七年內，從一個月實習員工，到獲得優秀職員、最親切職員，甚至獲選為飯店的宣傳模特兒。 從實習第一天起便與具元結下惡緣，具元就任本部長的初日又與他糾纏上，體貼親切的她一直以來的目標和夢想便是以能讓世界變得明朗的笑容帶給顧客完美的服務，成為能給予人們幸福的飯店職員，但遇上「王者飯店」的繼承者具元後，這樣樸素的夢想也開始產生困難。不服輸的她與具元之間每次碰面都驚天動地，但隨著時間推移，兩人的態度都漸趨軟化，天嗣朗也開始有了想要在一起的人。 |

### 具元周邊人物
| 演員   | 角色   | 介紹 |
| 孫炳昊 | 具溢勳 | 「王者集團」會長，具元的父親，第一任夫人在生下女兒禍亂後就過世了，很久之後才和公司職員韓微笑再婚，並生下兒子具元。他認為像自己這樣的人，比起愛情，最終更須要守護的是家業，因為在與兄弟們的競爭中獲勝，而得以繼承家業並取得經營權，所以希望兒子和女兒能共同競爭，並從中選擇出最優秀的繼承人。具禍亂老練，所以他毋須擔心，但具元則不同，他總是擔心具元會像他媽媽一樣，也擔心他會遇到像他媽媽一樣的女子，希望兒子不要像自己一樣經歷痛苦。 |
| 南基愛 | 韓微笑 | 具溢勳的第二任妻子，在具元年幼時驟然消失，而行蹤不明的母親。曾是「王者飯店」的職員。 |
| 金善英 | 具禍亂 | 具元同父異母的姊姊，母親去世幾年後，繼母來到家中並生下了弟弟，雖然弟弟還小，但她卻對他產生了危機感，曾希望繼母帶弟弟一起離開，看著弟弟因被母親獨自留下而像洩氣的氣球一般，她又暗自覺得有趣。身為「王者集團」常務，她引領著集團中飯店、航空、流通等各部門，同時也是「謁朗佳」的副社長，認為「顧客是上帝」的時代已成為過去，堅信「銷售才是王道」的經營哲學，因此對於與自己不同，講述著理想的具元產生了危機意識，為爭奪「王者集團」的經營權，而與具元展開繼承權戰爭。原本她以為具元不是她的對手，但出乎意料的是具元始終沒有退縮，也沒有敗下陣來... |
| 安世河 | 盧常識 | 具元的入社同期，和具元一起度過了實習員工時期，偶然成為朋友，因為這份緣分而成為正式職員，跟著具元一起去英國留學，也一起回國，之後便成為他的秘書。眼力見似有非有，雖具备敏锐的反应、长期的社会经验和出色的处世技巧，但因无法完全迎合和满足具元的想法，使其「社会生活满级」的头衔黯然失色。因为死也说不出口是心非的话，所以和具元之間總是吵吵鬧鬧，但具元卻也因此很信任他。 |

### 天嗣朗周邊人物
| 演員   | 角色   | 介紹 |
| 金英玉 | 車順禧 | 天嗣朗的祖母。在鄉下集市的小巷內經營一家有30年傳統的鐵鍋牛肉湯飯館，看似毒舌，但內心很溫暖也很包容。 |
| 高媛熙 | 吳平和 | 「王者航空」空服員，天嗣朗和姜多乙的朋友。性格灑脫，因夢想著美好的天空之行，而進入「王者集團」的子公司「王者航空」工作。是一隻想爬高卻不得要領、老實巴交的熊，不懂旁門左道的她，總是順從指令、盡職盡責又努力踏實地完成每一次飛行任務，雖然作為空服員工作了很長時間，卻因太正直而始終未能晉升。面對同期都升遷為座艙長，她立志摘掉無法升職的標籤，以晉升至座艙長專屬的位置L1為目標，但也因此而漸漸遺忘了單純喜歡飛行才選擇這份工作的初心。之後重新審視自己的她，決定活成自己想要的樣子，成為一個渴望愛也享受飛行的空服員。 |
| 金佳恩 | 姜多乙 | 「王者時尚」免稅店組長，天嗣朗和吳平和的朋友。做事從不馬虎的她，外號為「熱情曼蘇爾」，原本無意於婚姻，但在崇載的攻勢下，成為朋友中最早結婚的人。是「謁朗佳免稅店」的銷售王，也是在工作和家庭中孤軍奮戰，充滿熱情的女強人。身為組員們眼中帥氣的組長、丈夫的賢內助、婆婆的好兒媳、女兒心中最棒的媽媽，她總是盡力去滿足公司和家人們的所有要求，但也因此漸漸成為如她名字一般的「乙方」，周圍人也將她的犧牲視為理所當然，並認為她不用別人照顧就能解決好一切。至此，她才明白她最需要照顧的人竟是自己。                         |

### 王者集團職員
| 演員   | 角色   | 介紹 |
| 金載原 | 李路雲 | 「王者航空」空服員。因帥氣的外貌，從不缺少公司女職員們的示愛，但他卻對為了團隊不辭辛苦、以身作則的平和產生好感，是一心看著吳平和的暖男後輩，對失去飛行目標的平和來說，路雲成了她的指南針，兩人也在多災多難的職場生活中開展出一段滋潤的羅曼史。 |
| 孔芮智 | 金愁眉 | 「王者飯店」接待櫃檯經理。入職豪華飯店，遇到像樣的男人，談一場高級的戀愛是她的目標。因為天嗣朗打敗她而晉升至「王者國度」，所以她用盡心機，想方設法去折磨天嗣朗。                                                                               |
| 金靜敏 | 全敏書 | 「王者飯店」VVIP休息室「王者國度」經理，也是總負責人。從天嗣朗來到「王者國度」的第一天起，就不帶偏見地認可她的能力，是位好前輩。 |
| 崔智賢 | 河螺   | 「王者飯店」VVIP休息室「王者國度」職員。天嗣朗的前輩，一開始戴著有色眼鏡看待她，但漸漸開始重新審視努力工作的天嗣朗。 |
| 金彩允 | 斗利   | 「王者飯店」VVIP休息室「王者國度」職員。天嗣朗的前輩，一開始戴著有色眼鏡看待她，但漸漸開始重新審視努力工作的天嗣朗。 |
| 李浩碩 | 世浩   | 「王者飯店」VVIP休息室「王者國度」職員。天嗣朗的前輩，一開始戴著有色眼鏡看待她，但漸漸開始重新審視努力工作的天嗣朗。 |
| 李智慧 | 都羅熙 | 「謁朗佳」的主管。免稅店的吸血蚊，非常擅長推卸責任和搶功勞，用免稅店優惠卷和折扣只是小打小鬧，偽造工作津貼、轉移公司財產才是專家級別，總把辛苦的工作推給多乙，工作時整天偷懶，但和男人約會時卻很積極。                                         |
| 裴敏靜 |        | 「王者航空」事務長。把承諾給吳平和的升遷機會，給了對她殷勤奉承的後輩，讓平和備感尷尬。 |

### 其他人物
| 演員   | 角色   | 介紹 |
| 崔泰煥 | 徐崇載 | 姜多乙的丈夫。在追求多乙時，幾乎將自己的靈魂都奉獻，但結婚後卻連家事都不做，對妻子毫無關心，只想自由自在地生活。                                      |
| 李藝珠 | 徐初瓏 | 姜多乙的女兒。總是站在多乙這邊，眼色百段、少年老成，在口才上也不輸給任何人。                                                                          |
| 鄭源祖 | 尹教授 | 具禍亂的丈夫。作為交換派遣教授去了美國，希望能擁有一個平凡的家庭，但在妻子具禍亂心中，家人只是裝飾品，因為有了其他對象，而想和具禍亂離婚。            |
| 金東夏 | 尹智厚 | 具禍亂的兒子。在媽媽的漠不關心下，成為公認的頑童，在長輩面前成熟懂事，私下又很調皮，但他其實只是一個想念媽媽的孩子而已。                              |
| 安友淵 | 孔裕楠 | 天嗣朗的男朋友。喜歡和朋友一起吃喝玩樂，不懂事、沒有眼力見、隨心所欲又自私的人物，與女朋友天嗣朗之間是常發生爭吵的現實情侶關係。第4集時兩人正式分手。 |
| 李秀彬 | 韓侑莉 | 「第一皇家飯店」會長的小女兒。因家中兄姊眾多難以取得家族飯店之繼承權，故而希望能和具元結婚，其父親和具溢勳等雙方長輩也有意撮合她和具元。              |
| 李慧星 |        | 參與「王者飯店」員工面試的應徵者第505號。 |

### 特別出演
| 演員              | 角色             | 介紹                                                                     |
| 姜基棟            | 崔泰萬           | 「王者集團」營業支援組代理。                                             |
| 趙載龍            |                  | 「王者集團」營業支援組組長。                                             |
| 金成恩            |                  | 「王者航空」空服員，吳平和的前輩。                                       |
| 李陳鎬            |                  | 「王者飯店」健身房的男客。                                               |
| Jennifer Larmore  | Jennifer Larmore | 「王者飯店」住客，因天嗣朗以她的高音作品為她進行叫醒服務而感動不已。     |
| 陳善圭            |                  | 對具元臨檢的交通警察。                                                   |
| 金中基            |                  | 為「王者飯店」拍攝宣傳直播及照片的攝影師。                               |
| 鄭浩英            |                  | 「王者飯店」日式生魚片料理廚師。                                         |
| 阿努帕姆·特里帕蒂 | 阿拉伯王子       | 具元在英國念書時的同學，受具元邀請入住「王者飯店」，並對天嗣朗一見鍾情。 |
| 李昌勋            |                  | 以為具元是跟蹤狂的警員。                                                 |

## 原聲帶
- Part.1（發行日期：2023年6月18日）

| 曲序 | 曲目                  | 演唱 | 时长 |
| ---- | --------------------- | ---- | ---- |
| 1.   | Yellow Light          | Gaho | 3:30 |
| 2.   | Yellow Light（Inst.） |      | 3:30 |

- Part.2（發行日期：2023年6月25日）

| 曲序 | 曲目                    | 演唱    | 时长 |
| ---- | ----------------------- | ------- | ---- |
| 1.   | Confess To You          | Lim Kim | 3:07 |
| 2.   | Confess To You（Inst.） |         | 3:07 |

- Part.3（發行日期：2023年7月2日）

| 曲序 | 曲目                        | 演唱   | 时长 |
| ---- | --------------------------- | ------ | ---- |
| 1.   | Get To You（너에게 닿을게） | 鄭承煥 | 3:27 |
| 2.   | Get To You（Inst.）         |        | 3:27 |

- Part.4（發行日期：2023年7月8日）

| 曲序 | 曲目          | 演唱   | 时长 |
| ---- | ------------- | ------ | ---- |
| 1.   | DIVE          | 金宇珍 | 3:39 |
| 2.   | DIVE（Inst.） |        | 3:39 |

- Part.5（發行日期：2023年7月9日）

| 曲序 | 曲目                  | 演唱  | 时长 |
| ---- | --------------------- | ----- | ---- |
| 1.   | Keep Me Busy          | Punch | 3:32 |
| 2.   | Keep Me Busy（Inst.） |       | 3:32 |

- Part.6（發行日期：2023年7月15日）

| 曲序 | 曲目                      | 演唱 | 时长 |
| ---- | ------------------------- | ---- | ---- |
| 1.   | You Are My（그대는 나의） | HYNN | 3:01 |
| 2.   | You Are My（Inst.）       |      | 3:01 |

- Part.7（發行日期：2023年7月16日）

| 曲序 | 曲目                  | 演唱   | 时长 |
| ---- | --------------------- | ------ | ---- |
| 1.   | Fall in Love          | 鄭世雲 | 3:27 |
| 2.   | Fall in Love（Inst.） |        | 3:27 |

- Part.8（發行日期：2023年7月23日）

| 曲序 | 曲目                       | 演唱   | 时长 |
| ---- | -------------------------- | ------ | ---- |
| 1.   | Perhaps Love（사랑인걸까） | 金敏書 | 3:55 |
| 2.   | Perhaps Love（Inst.）      |        | 3:55 |

- Part.9（發行日期：2023年7月30日）

| 曲序 | 曲目                       | 演唱 | 时长 |
| ---- | -------------------------- | ---- | ---- |
| 1.   | Everyday With You          | 京舒 | 2:50 |
| 2.   | Everyday With You（Inst.） |      | 2:50 |

## 拍攝取景

### 韓國
| 首爾市 - 君悅酒店 「王者飯店」外觀。 - 江南區Josun Palace Seoul Gangnam朝昕皇宫 具元在「王者飯店」居住的套房。 - 梨泰院Mondrian Seoul Itaewon蒙德里安 天嗣朗在「王者飯店」實習工作時的健身房。 - 南山塔 天嗣朗和男友孔裕楠繫愛情鎖的地方。 - 鷹峰山八角亭 天嗣朗與男友分手淋雨時，具元為她撐傘的地方。 - 仁川機場 具元和秘書及天嗣朗一起出差，被天嗣朗驚豔的地方。 - 四季酒店 akira back新式日餐厅 （포시즌스호텔 서울 일식당 아키라백） 具元、天嗣朗和「王者國度」職員的迎新餐會。 - Pierre 79 Royal Steak 蚕院汉江公园店 （더 스테이크 하우스 피어 79 로열스테이크） 具元安慰失戀的天嗣朗並為她慶生時，兩人一起吃飯的地方。 - 乐天免税店世界塔店 天嗣朗閨密之一姜多乙工作的地方。 - 昌德宮 具元和天嗣朗帶領阿拉伯王子參觀的地方。 - emart 24 汉江paradise店 （이마트24 한강파라다이스점） 具元和天嗣朗漢江邊吃泡麵的地方。 - 汝矣岛商务区首尔康莱德酒店会议室 （콘래드 서울 호텔의 보드룸） 具元向姊姊宣戰，表明要角逐繼承權的地方。 - 康莱德酒店健身俱乐部内PULSE8桑拿浴 （피트니스클럽 PULSE8 사우나） 具元獨自蒸桑拿的地方。 - 红参SPA炭窑汗蒸房 (홍삼스파 참숯가마 사우나） 天嗣朗和閨密及具元一起賣免稅品的地方。 - 蠶室洞FLEUR DASOL花店 具元為探望天嗣朗奶奶買花的地方。 - 樂天世界遊樂園 具元和天嗣朗穿學生制服約會的地方。 | 濟州島 - 帕纳斯（Parnas）酒店 「王者飯店」大堂內景。 - 心形树拍照区 具元和天嗣朗合拍「王者飯店」宣傳照的地方。 - Sono Calm Jeju 具元和天嗣朗接受採訪直播及一同看夕陽的地方。 加波島 - 加波里212住宿所和咖啡店 具元和天嗣朗醉酒閒聊的地方。 - 加波島小路 具元和天嗣朗騎腳踏車環島的地方。 仁川市 - 君悦酒店的过街天桥 （그랜드 하얏트 인천 육교） 「王者飯店」後門，天嗣朗悄悄送禮物感謝具元的地方。 - 仁川Paradise City Grand Ballroom 具元就職典禮及「王者飯店」100週年紀念活動舉辦地。 京畿道 - 安养市神户屋铁板料理 （고베 하우스 철판요리） 天嗣朗帶具元體驗生啤酒和鐵板美食的地方。 - 金浦市直升機園區 具元為解救天嗣朗，搭直升機的地方。 - 龍仁市大長今主題公園 具元、天嗣朗體驗古代王室婚俗的地方。 - 骊州Maiim Vision Village Welcome House （마임 비전 빌리지 웰컴 하우스） 具元為天嗣朗開設的「元食堂」，兩人首次接吻的地方。 - 金浦市Laveniche March Avenue 具元與天嗣朗避開「王者國度」員工後約會的地方。 江原道 - 旌善阿里郎市场 （정선 아리랑시장） 具元向天嗣朗撒嬌借1000韓元，抽大王鯉魚麥芽糖的地方。 - 原州市橡树谷度假村 （오크밸리 리조트） 具元與父親和姊姊合住的家。 庆尚北道 - 浦项市民宿 天嗣朗創業開設「愛神飯店」的地方。 |

| - 皮卡地里圓環 具元在英國念書時參與跨年的地方。 - 阿什里奇庄園 （Ashridge House） 具元在英國念書時的住所，同時也為畢業典禮拍攝地。 - 倫敦市政廳萬豪酒店 (London Marriott Hotel County Hall) 具元夜遊車河出發處及苦讀地點。 - 倫敦Henry Poole & Co 具元定製西裝的地方。 | - 暹罗古城七十二府 - Khun Daeng's Vietnamese Noodle - 黎明寺 - 暹羅天地 - 玉佛寺 - Siri Sala Private Thai Villa - 曼谷文華東方酒店 - 曼谷悅榕庄 Vertigo & Moon Bar Rooftop - 翁昂運河步行街市集 以上為具元、天嗣朗一行人到泰國旅遊後去的地方。 |

## 製作宣傳

### 幕後花絮故事
《歡迎來到王之國》最初並不是韓國電視界所期待的作品，據多家電視台相關人士透露，這部電視劇的劇本漂流了一年多，財閥二代男與因兩年制大學畢業而受到歧視卻從未失去笑容的「糖果型」女職員之間的愛情故事，多次被斥為「太明顯且老套」，每次都被冷落，沒有電視台和OTT欣然參與該作品的編排。JTBC於2022年時也拒絕了這部電視劇的編成提議，但在李俊昊和潤娥決定出演後，業界冷漠的態度開始轉變，JTBC網站上公開的觀衆委員會會議記錄，也顯示出他們因李俊昊決定出演而重新回購並編成製作此劇的幕後故事。
至於李俊昊和潤娥為何會在眾多的作品邀約中選擇此劇，據他們於製作發布會所說，是因前作太沉重，想拍攝一部輕鬆開心的作品。此外，還有另一種說法，曾收到100多部劇本邀約的李俊昊會選擇出演此劇的其中一項理由是因為與NPIO製作公司代表的義氣。

### 內部試映評價
JTBC內部試映時因傳出一陣又一陣的笑聲，甚至妨礙到試映室外面職員們的工作而引發好奇。本劇的音樂導演文勝南在工作時看了剪好的1、2集，也都表示真的相當有趣！

### 網路漫畫衍生製作
Kakao Page官方推特及Instagram均宣布將與曾創造人氣漫畫《某天成為公主》之作家spoon合作，以此劇的前傳和後傳衍生製作網路漫畫，並於6月9日發布。而漫畫亦在公開後即登上Kakao Page實時人氣搜尋第一及整體排行第一，更於一日內達到近60萬之觀看紀錄。
Kakao娛樂表示除將以此劇的世界觀製作網路漫畫，在電視劇播出後同步更新內容，亦將推出李俊昊、林潤娥兩位主演之相關贈品，並於6月30日推出漫畫版表情貼圖。

### 海外翻拍計畫
2024年1月30日，JTBC宣布已出售《歡迎來到王之國》等多部作品之版權，而土耳其也宣布將翻拍《歡迎來到王之國》。
2025年3月12日，《Variety》雜誌證實在Netflix上取得高人氣的《歡迎來到王之國》將在美國翻拍，並由《瘋狂亞洲富豪》的製作人Janice Chua擔任聯合創始人和製片人。

## 收視率與播放量

### JTBC收視率
本劇在2049目標收視率和家庭收視率中都處於同時段最上位圈，分別以3.3%位列2023年電視劇廣告2049收視率第8名，並以10.9%位居2023年電視劇家庭收視率第6名。
| 季數 | 季數 | 每季集數 | 每季集數 | 每季集數 | 每季集數 | 每季集數 | 每季集數 | 每季集數 | 每季集數 | 每季集數 | 每季集數 | 每季集數 | 每季集數 | 每季集數 | 每季集數 | 每季集數 | 每季集數 |
| 季數 | 季數 | 1        | 2        | 3        | 4        | 5        | 6        | 7        | 8        | 9        | 10       | 11       | 12       | 13       | 14       | 15       | 16       |
| ---- | ---- | -------- | -------- | -------- | -------- | -------- | -------- | -------- | -------- | -------- | -------- | -------- | -------- | -------- | -------- | -------- | -------- |
|      | 1    | 1.119    | 1.835    | 2.039    | 2.331    | 2.273    | 2.909    | 2.521    | 2.985    | 2.571    | 2.616    | 2.179    | 2.588    | 2.318    | 2.496    | 2.777    | 3.404    |

| 集數       | 播出日期   | 尼爾森收視率     | 尼爾森收視率   |
| 集數       | 播出日期   | 大韓民國（全國） | 首爾（首都圈） |
| ---------- | ---------- | ---------------- | -------------- |
| 1          | 2023/06/17 | 5.075%           | 5.344%         |
| 2          | 2023/06/18 | 7.544%           | 8.255%         |
| 3          | 2023/06/24 | 9.145%           | 10.671%        |
| 4          | 2023/06/25 | 9.645%           | 10.003%        |
| 5          | 2023/07/01 | 9.672%           | 10.590%        |
| 6          | 2023/07/02 | 12.017%          | 12.607%        |
| 7          | 2023/07/08 | 10.607%          | 11.496%        |
| 8          | 2023/07/09 | 12.317%          | 13.427%        |
| 9          | 2023/07/15 | 10.196%          | 11.174%        |
| 10         | 2023/07/16 | 11.303%          | 12.351%        |
| 11         | 2023/07/22 | 9.003%           | 10.062%        |
| 12         | 2023/07/23 | 10.977%          | 11.522%        |
| 13         | 2023/07/29 | 9.388%           | 9.506%         |
| 14         | 2023/07/30 | 10.651%          | 10.965%        |
| 15         | 2023/08/05 | 11.943%          | 13.583%        |
| 16         | 2023/08/06 | 13.789%          | 14.534%        |
| 平均收視率 | 平均收視率 | 10.205%          | 11.005%        |

- 收視最低的集數以藍色表示，收視最高的集數以紅色表示，而空格則表示該集的收視沒有相關數據。

### Neflix播放成績
本劇在Netflix上線後，僅播出2集於6月20日在韓國、香港、台灣、越南、泰國、馬來西亞、新加坡、菲律賓、印度尼西亞、馬爾地夫、斯里蘭卡、沙烏地阿拉伯、阿拉伯聯合大公國、阿曼、卡達、巴林、奈及利亞、摩洛哥等18個國家地區均排名第1名，並在67個國家地區名列前10名，單日積分449分登上全球日榜電視節目綜合排名第3名，並以240萬小時的播放時長與160萬的播放量位列全球週榜非英語電視節目（6月12日至6月18日）第7名。
6月26日於包括韓國在內的23個國家地區位列第1名，59個國家地區位居前10名，以積分382分進入全球日榜第4名；此外，亦於播出第二週以1750萬小時及470萬播放量登上全球週榜非英語電視節目（6月19日至6月25日）第2名，並在13個國家地區位列第1名，36個國家地區位居前10名。播出第三週則於31個國家地區排名前10名、7個國家地區排名第1名，並以播放时长2450万小时、播放量400万觀看次數登頂全球週榜（6月26日至7月2日）非英語電視節目第1名，也是第三部達成此項成績的非Netflix原創影集。
本劇在播放第四週時曾因《絕世網紅》登頂而降至全球週榜非英語電視節目第2名，但自7月13日開始，於南美和印度等地區播放後，便以460萬觀看次數、5180萬小時的播放時長重回Netflix全球週榜非英語電視節目第1名，該時長也是當時曾在Netflix播放的所有韓國愛情劇中，單週播放時長最多者，此劇播至第10集時共播放五週累計播放時長為1.27億小時。第六週以6510萬小時的播放時長，超越第五週自身所創下的紀錄，並以470萬的觀看次數，除登頂Netflix全球週榜非英語電視節目第1名，亦超越當週英語電視節目全球週榜冠軍的460萬觀看次數，進而登上Netflix電視節目（英語、非英語）全球週榜綜合第1名，這也是繼《非常律師禹英禑》後第二部榮登綜合排行榜榜首的韓國電視劇。
《歡迎來到王之國》自6月17日於Netflix上線以來，連續八週在非英語電視節目全球排行前10名，其中三週曾位居全球排行第1名，並登上7月Netflix電視節目（英語、非英語）全球月榜第3名，以及2023年Netflix電視節目（英語、非英語）全球年榜第8名（截至7月底之統計）。此劇在第七週播放時長為6450萬小時、第八週播放時長為6640萬小時，至第16集播畢累計播放時長為3.23億小時，是當時在Netflex播放的韓國愛情劇歷代第1名，也是在Netflex播放的韓劇歷代第5名（僅次於《魷魚遊戲》、《非常律師禹英禑》、《殭屍校園》、《黑暗榮耀》），締造了韓國浪漫愛情喜劇的收視紀錄。
本劇於8月6日在JTBC完結後仍持續登上Netflix全球週榜，第九週以6060萬小時的播放時長、320萬的觀看次數位列全球週榜非英語電視節目第2名，並較第八週新增7個，於13個國家地區排名第1名，累計播放時長3.8億小時，為2023年Netflix播放韓劇第2名（次於《黑暗榮耀》）。第十週以3840萬小時的播放時長、200萬的觀看次數位列全球週榜非英語電視節目第5名。播出第11週雖沒入榜，但第12週再度回歸Netflix非英語電視節目全球週榜，以2490萬小時的播放時長、130萬的觀看次數位列第8名。《歡迎來到王之國》自6月17日首播開始已累計11週登上全球週榜，在榜之播放時長為4.47億小時，並登上2023年Netflix電視節目（英語、非英語）全球年榜第9名（至12月底之統計），是唯一登上該榜單的非Netflix原創劇集，也是除《黑暗榮耀》外唯一上榜的韓劇。
根據Netflix官方公布的2023年下半年報告顯示，《歡迎來到王之國》以3320萬的觀看人次，位居該榜單（含英語、非英語）第14名、韓劇第1名。此外，本劇亦以6.65億小時的總播放時長，位列2023年Netflix觀看次數最多電視劇（含英語、非英語）第5名、韓劇第2名（次於《黑暗榮耀》）。

## 其他迴響
《歡迎來到王之國》未播先熱，在開播前三週即進入GOODDATA電視劇話題榜和TV-OTT綜合話題榜，並連續三週分別佔據電視劇話題榜的第9名、第10名、第8名，以及TV-OTT綜合話題榜的第9名、第10名、第9名。
根據GOODDATA話題榜十週年特別企劃報告顯示，2016年至2023年話題性指數三萬以上之電視劇中，《歡迎來到王之國》為2023年第3名。

### GOODDATA韓國話題性排行[55]
| 日期     | 佔有率 | 排名 | 備註                   |
| -------- | ------ | ---- | ---------------------- |
| 5月第4週 | 2.43%  | 9    | 開播前                 |
| 6月第1週 | 2.18%  | 10   | 開播前                 |
| 6月第2週 | 2.86%  | 8    | 開播前                 |
| 6月第3週 | 17.68% | 2    | 播出第1週（第1-2集）   |
| 6月第4週 | 20.30% | 1    | 播出第2週（第3-4集）   |
| 6月第5週 | 27.19% | 1    | 播出第3週（第5-6集）   |
| 7月第1週 | 30.39% | 1    | 播出第4週（第7-8集）   |
| 7月第2週 | 28.17% | 1    | 播出第5週（第9-10集）  |
| 7月第3週 | 23.42% | 2    | 播出第6週（第11-12集） |
| 7月第4週 | 23.19% | 2    | 播出第7週（第13-14集） |
| 8月第1週 | 24.78% | 1    | 播出第8週（第15-16集） |

| 日期     | 佔有率 | 排名 | 備註                   |
| -------- | ------ | ---- | ---------------------- |
| 5月第4週 | 2.28%  | 9    | 開播前                 |
| 6月第1週 | 2.11%  | 10   | 開播前                 |
| 6月第2週 | 2.62%  | 9    | 開播前                 |
| 6月第3週 | 15.28% | 2    | 播出第1週（第1-2集）   |
| 6月第4週 | 18.76% | 1    | 播出第2週（第3-4集）   |
| 6月第5週 | 24.34% | 1    | 播出第3週（第5-6集）   |
| 7月第1週 | 26.37% | 1    | 播出第4週（第7-8集）   |
| 7月第2週 | 24.78% | 1    | 播出第5週（第9-10集）  |
| 7月第3週 | 20.35% | 2    | 播出第6週（第11-12集） |
| 7月第4週 | 18.82% | 2    | 播出第7週（第13-14集） |
| 8月第1週 | 19.78% | 1    | 播出第8週（第15-16集） |

| 日期     | 排名   | 排名   | 排名 |
| 日期     | 李俊昊 | 林潤娥 |      |
| -------- | ------ | ------ | ---- |
| 6月第3週 | 1      | 2      |      |
| 6月第4週 | 2      | 1      |      |
| 6月第5週 | 1      | 2      |      |
| 7月第1週 | 1      | 2      |      |
| 7月第2週 | 1      | 2      |      |
| 7月第3週 | 1      | 2      |      |
| 7月第4週 | 1      | 2      |      |
| 8月第1週 | 1      | 2      |      |

### Racoi韓國話題性排行[56]
| 日期     | 排名 | 備註                   |
| -------- | ---- | ---------------------- |
| 6月第3週 | 1    | 播出第1週（第1-2集）   |
| 6月第4週 | 2    | 播出第2週（第3-4集）   |
| 6月第5週 | 2    | 播出第3週（第5-6集）   |
| 7月第1週 | 2    | 播出第4週（第7-8集）   |
| 7月第2週 | 2    | 播出第5週（第9-10集）  |
| 7月第3週 | 2    | 播出第6週（第11-12集） |
| 7月第4週 | 2    | 播出第7週（第13-14集） |
| 8月第1週 | 2    | 播出第8週（第15-16集） |

| 日期     | 排名   | 排名   | 排名 |
| 日期     | 李俊昊 | 林潤娥 |      |
| -------- | ------ | ------ | ---- |
| 6月第3週 | 1      | 2      |      |
| 6月第4週 | 5      | 7      |      |
| 6月第5週 | 4      | 6      |      |
| 7月第1週 | 1      | 2      |      |
| 7月第2週 | 1      | 2      |      |
| 7月第3週 | 2      | 4      |      |
| 7月第4週 | 2      | 7      |      |
| 8月第1週 | 4      | 7      |      |

### GOODDATA韓國熱門搜尋排行[57]
| 日期     | 佔有率 | 排名 | 備註                   |
| -------- | ------ | ---- | ---------------------- |
| 6月第2週 | 1.57%  | 10   | 開播前                 |
| 6月第3週 | 15.07% | 2    | 播出第1週（第1-2集）   |
| 6月第4週 | 17.24% | 2    | 播出第2週（第3-4集）   |
| 6月第5週 | 17.81% | 2    | 播出第3週（第5-6集）   |
| 7月第1週 | 21.53% | 1    | 播出第4週（第7-8集）   |
| 7月第2週 | 20.39% | 1    | 播出第5週（第9-10集）  |
| 7月第3週 | 18.1%  | 2    | 播出第6週（第11-12集） |
| 7月第4週 | 15.86% | 2    | 播出第7週（第13-14集） |
| 8月第1週 | 17.97% | 1    | 播出第8週（第15-16集） |

| 日期     | 排名   | 排名   | 排名   | 排名   |
| 日期     | 李俊昊 | 林潤娥 | 高媛熙 | 金佳恩 |
| -------- | ------ | ------ | ------ | ------ |
| 6月第3週 | 2      | 8      | -      | -      |
| 6月第4週 | 7      | -      | -      | -      |
| 6月第5週 | -      | -      | -      | -      |
| 7月第1週 | 3      | -      | -      | -      |
| 7月第2週 | 2      | -      | 1      | 8      |
| 7月第3週 | 3      | 5      | 2      | -      |
| 7月第4週 | 6      | -      | 5      | -      |
| 8月第1週 | 4      | -      | 3      | -      |

### 其他榜單與影響
李俊昊因劇中對「具元」的詮釋表現，以「溫柔、迷人、會撒嬌」等大數據分析獲得7月電視劇演員及全體演員品牌評價第1名，且因個人和電視劇《歡迎來到王之國》均持續佔據話題性排行榜第1名，獲韓國媒體冠以「KING俊昊」的稱呼。
在2023年7月18日至7月20日韓國蓋洛普調查中，《歡迎來到王之國》以3.2%登上7月最受歡迎電視節目第3名。根據韓國蓋洛普24日發表的《喜歡的電視節目》調查結果（2023.07.18.~2023.07.20.基準）顯示，此劇在18歲到29歲女性觀眾和50多歲男性觀眾中均獲得了很高的支持，這證明了《歡迎來到王之國》不侷限於年齡和性別，是全家人都喜愛的節目。
《歡迎來到王之國》第10集全集在泰國出外景，播出後造成泰國旅遊風潮。因此泰國總理府副發言人蘇麗表示，《歡迎來到王之國》劇情突顯泰國魅力，故宣布自8月2日起，到泰國取景的外國製作公司、演員將享受免稅政策，並提供全方位支援。
帕納斯（Parnas）酒店負責人公開肯定作為戲劇拍攝地，對吸引外國旅客的影響，表示：「最近，這裡作為李俊昊和潤娥主演的電視劇《歡迎來到王之國》的拍攝地而聞名，外國人的興趣進一步增加。」2023年9月14日，有旅館業人士表示帕納斯（Parnas）酒店於8月之外國旅客比例為12%，較以往該園區的5星級酒店外國人比例僅為個位數的數字而言，是一大成就。其中又以中國人佔比最高，達45.8%。
《歡迎來到王之國》曾以4票獲選韓國媒體Joynews評選的2023年度最佳電視劇第5名，李俊昊和林潤娥的合作亦獲選2023年度韓劇最佳CP第1名，兩人更分別以8票、5票獲選2023年度最佳電視劇演員第7名和第8名，但在評選2023年度最差電視劇時，本劇亦以8票獲選第6名，可謂口碑評價兩極。
《歡迎來到王之國》在2023年Google搜尋量最多的劇集中全球排名第6名，與第7名的《黑暗榮耀》是唯二入選的韓劇。此外，李俊昊亦獲得2023韓劇男演員年度搜尋量第2名，林潤娥則為2023韓劇女演員年度搜尋量第3名。
根據韓國文化體育觀光部和韓國國際文化交流財團於2024年4月2日公布的「2024年韓流白皮書」顯示，《歡迎來到王之國》以2.6%位居全世界最喜歡的韓劇第3名，僅次於《魷魚遊戲》和《黑暗榮耀》。

## 提名及獲獎列表
| 年度 | 頒獎典禮                                               | 獎項                                   | 入圍者         | 結果 |
| 2023 | 韓國電視劇節                                           | 男子配角獎                             | 安世河         | 獲獎 |
| 2023 | Fundex Awards                                          | 韓劇部門 - 電視劇最優秀獎              | 歡迎來到王之國 | 提名 |
| 2023 | Fundex Awards                                          | 韓劇部門 - Best Drama of News          | 歡迎來到王之國 | 提名 |
| 2023 | Fundex Awards                                          | 韓劇部門 - Best Drama of Clips         | 歡迎來到王之國 | 提名 |
| 2023 | Fundex Awards                                          | 韓劇部門 - Best Drama of Portal Search | 歡迎來到王之國 | 提名 |
| 2023 | Fundex Awards                                          | 韓劇演員部門 - 大賞                    | 李俊昊         | 獲獎 |
| 2023 | Fundex Awards                                          | 韓劇演員部門 - 電視劇女子最優秀獎      | 林潤娥         | 獲獎 |
| 2023 | TVING Awards                                           | 年度作品獎                             | 歡迎來到王之國 | 獲獎 |
| 2023 | 亞洲明星盛典                                           | 大賞 - 年度演員獎                      | 李俊昊         | 獲獎 |
| 2023 | 亞洲明星盛典                                           | 演員部門 - Hot Trend獎                 | 李俊昊         | 獲獎 |
| 2023 | 亞洲明星盛典                                           | 演員部門 - 男子人氣獎                  | 李俊昊         | 獲獎 |
| 2023 | 亞洲明星盛典                                           | 演員部門 - 女子人氣獎                  | 林潤娥         | 提名 |
| 2023 | 第28屆 消費者日 Awards                                 | 年度電視劇獎                           | 歡迎來到王之國 | 獲獎 |
| 2023 | 第28屆 消費者日 Awards                                 | 年度演員獎                             | 林潤娥         | 獲獎 |
| 2023 | APAN Star Awards                                       | 大賞                                   | 李俊昊         | 獲獎 |
| 2023 | APAN Star Awards                                       | 中篇劇部門 - 男子最優秀演技獎          | 李俊昊         | 提名 |
| 2023 | APAN Star Awards                                       | 中篇劇部門 - 女子最優秀演技獎          | 林潤娥         | 提名 |
| 2023 | APAN Star Awards                                       | IDOL CHAMP男演員人氣獎                 | 李俊昊         | 獲獎 |
| 2023 | APAN Star Awards                                       | 最佳角色獎                             | 李俊昊         | 獲獎 |
| 2023 | APAN Star Awards                                       | IDOL CHAMP女演員人氣獎                 | 林潤娥         | 獲獎 |
| 2023 | APAN Star Awards                                       | 最佳情侶獎                             | 李俊昊、林潤娥 | 獲獎 |
| 2023 | APAN Star Awards                                       | Global Star獎                          | 李俊昊         | 獲獎 |
| 2023 | APAN Star Awards                                       | Global Star獎                          | 林潤娥         | 提名 |
| 2024 | 8th MNC Drama Awards 2023                              | 最佳情侶獎                             | 李俊昊、林潤娥 | 獲獎 |
| 2024 | 第19屆首爾國際電視節                                   | 亞洲明星獎                             | 李俊昊         | 提名 |
| 2024 | 第19屆首爾國際電視節                                   | 亞洲明星獎                             | 林潤娥         | 提名 |
| 2024 | 2024 韓國放送通信委員會放送大賞 （页面存档备份，存于） | 最優秀獎                               | 歡迎來到王之國 | 獲獎 |

## 同時段劇集作品
週五六時段劇集
- MBC 金土連續劇：《Numbers：大廈之林的監視者們》、《戀人》
- SBS 金土連續劇：《浪漫醫生金師傅3》、《惡鬼》、《災後調查日誌2》

週末時段劇集
- KBS2 週末連續劇：《真的出現了！》
- tvN 週末連續劇：《今生也請多指教》、《驅魔麵館2：全面回擊》
- TV朝鮮週末連續劇：《榴蓮小姐》

## 爭議
2023年7月9日、10日播出之第7集及第8集中，阿拉伯王子的設定引發了阿拉伯觀眾的不滿，阿拉伯觀眾批評劇情設定醜化了阿拉伯及穆斯林文化。嗣後，阿拉伯觀眾大量湧入JTBC、主演群及阿拉伯王子扮演者阿努帕姆·特里帕蒂的社群帳號，並於Google評分及IMDB留下大量一星評分，使劇集的評分下降到了2.2分。對此，電視台JTBC初始回應：「劇中登場的人物、地區及地名等都是假想的設定，並無任何醜化或扭曲特定文化的意圖」，並補充：「製作組尊重多元文化，為了避免帶來不便，未來會更加注意。」
隨著要求JTBC正式道歉及刪除爭議畫面之留言的抗議聲浪越演越烈，此劇在IMDB亦下降到了1.8分。2023年7月12日，JTBC於官方社群帳號以韓英雙語發布正式道歉聲明，表示：「沒有考量到阿拉伯及穆斯林文化的立場，造成觀眾的不愉快，在此致上深深歉意」，並表達對他文化之尊重，亦承諾會對劇中爭議畫面進行剪輯。7月13日，應阿拉伯觀眾要求，JTBC以阿拉伯文再次於官方社群帳號發表正式道歉聲明，所貼出之英文、韓文、阿拉伯文的官方道歉文均表示：「沒有戲謔或扭曲特定國家或文化的意圖，沒有考量到他文化的立場，造成觀眾的不愉快，在此致上深深歉意」，劇組也承諾會盡全力修正出現爭議的部分，「以後會更仔細不讓觀眾感到不愉快」。並於Netflix及TVING上架剪輯後之版本。
然事態並未因JTBC的回應而停止發酵，仍有部分阿拉伯觀眾持續於JTBC、演員及演員代言品牌之社群帳號表達噓聲和不滿，劇中設為「王者飯店」內景之取景地的濟州島帕納斯（Parnas）酒店亦受到波及而致Google評分曾降至1.2分，雖略回升至1.5分，但最新評論仍負評不斷。且亦有激進的阿拉伯觀眾要求全體演員及工作人員進行道歉，並要求刪除第7集及第8集全集，否則將不會停止對於演員及相關人事物的負面言論攻擊。
雖然爆出前述爭議，但根据Netflix的排行榜，《歡迎來到王之國》在沙烏地阿拉伯和阿拉伯聯合大公國中仍是目前播放量排名第二高的節目。

## 外部連結
- 在Netflix上觀看《歡迎來到王之國》
- Daum上《歡迎來到王之國》的資料

| JTBC 土日劇                                | JTBC 土日劇                                    | JTBC 土日劇 |
| ------------------------------------------ | ---------------------------------------------- | ----------- |
|                                            | 歡迎來到王之國 （2023年6月17日－2023年8月6日） |             |
| 車貞淑醫生 （2023年4月15日－2023年6月4日） | 摸心第六感 （2023年8月12日—2023年10月1日）     |             |